# Benso (famiglia)
La famiglia Benso, alla quale apparteneva il conte Camillo Benso, nobile dei Marchesi di Cavour, conte di Cellarengo e di Isolabella, fa risalire le sue origini certe ai Benso, banchieri attivi nel Medioevo a Chieri. 

Il ramo principale della famiglia si estinse nel XVIII secolo, ma nel secolo precedente il ramo da cui sarebbe nato Camillo aveva acquistato il marchesato della cittadina di Cavour, dando così iniziò alla linea cadetta dei Benso di Cavour.

## Storia

### Origini

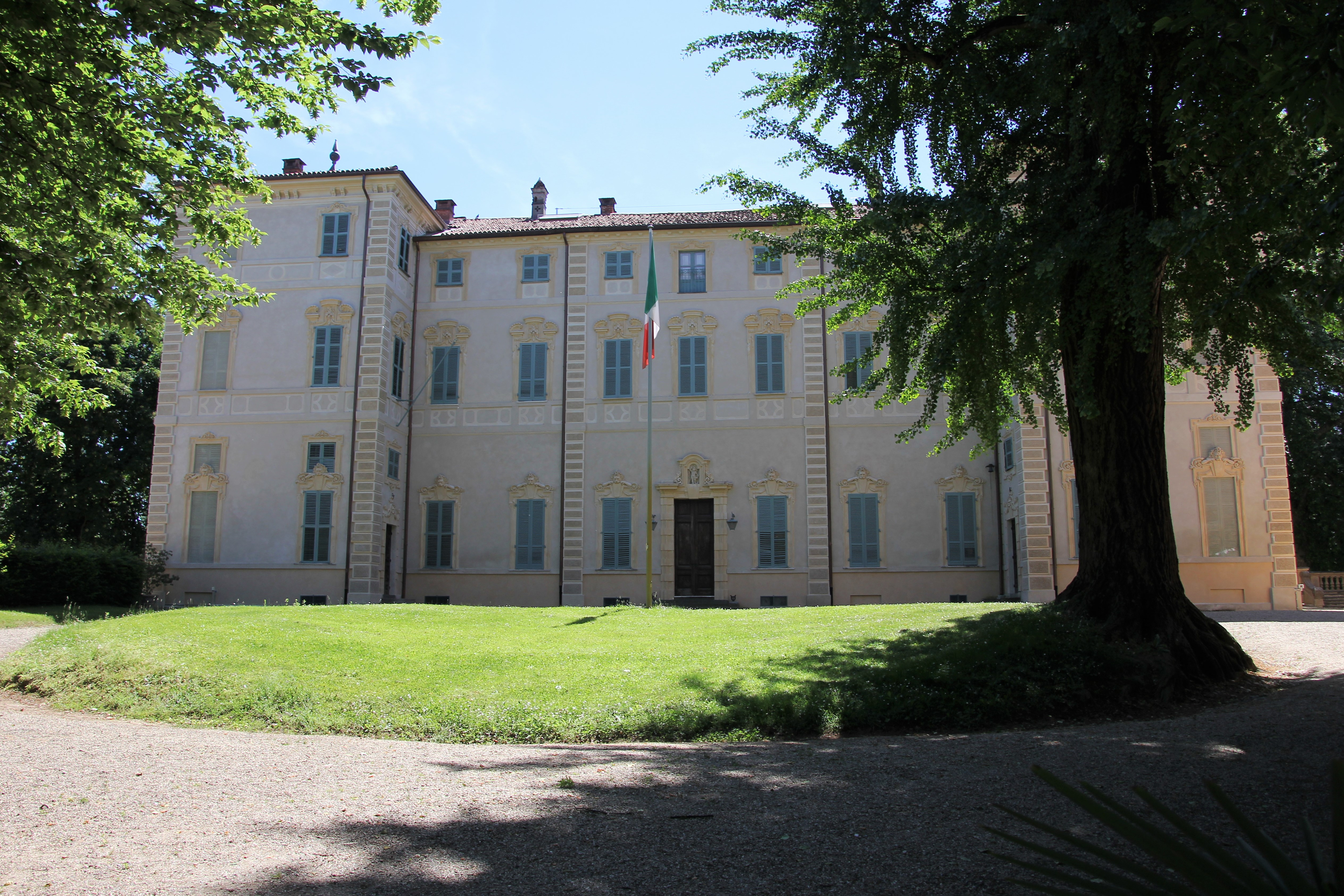
Il Palazzo nobiliare a Santena fatto costruire da Carlo Ottavio Benso nel XVIII secolo

I Benso probabilmente arrivarono in Italia al seguito di Federico Barbarossa. Certamente nel tardo Medioevo erano attivi come banchieri e commercianti nella provincia di Chieri. In quella zona, che apparteneva al Ducato di Savoia, tale Goffredo Benso commerciava con il Brasile già dal 1542. Successivamente la famiglia si trasferì a Torino dove assunse cariche a corte. Il primo nobile della casata fu Carlo Ottavio Benso che fu creato conte di Santena, località dove costruì il palazzo nobiliare tuttora esistente. Morì nel 1724 e nel 1753 la linea genealogica maschile che aveva anche ottenuto il titolo di conti di Albugnano si estinse. Attualmente è ancora fiorente il ramo dei Benso di Villamirana, e quello dei Benso di Ponticelli (estinto nei baroni Gallelli di Badolato) mentre invece il più famoso ramo dei Benso di Cavour è estinto.

### Benso di Cavour
Intanto, un Michele Antonio Benso, figlio di Pompilio Benso conte di Cellarengo e di Isolabella nel 1649 aveva acquistato per 20.000 lire il marchesato della cittadina di Cavour dando vita al ramo dei marchesi di Cavour, da cui sarebbe nato Camillo Benso. Tale titolo pare non assicurasse un futuro stabile e così Giuseppe Filippo (nonno paterno di Camillo) nel 1781 sposò Filippina De Sales, di una ricca famiglia della Savoia da cui proveniva anche San Francesco di Sales. Grazie a questo matrimonio furono acquistate numerose terre e il palazzo di Torino in cui poi nacque e visse Camillo.

### Michele Benso di Cavour

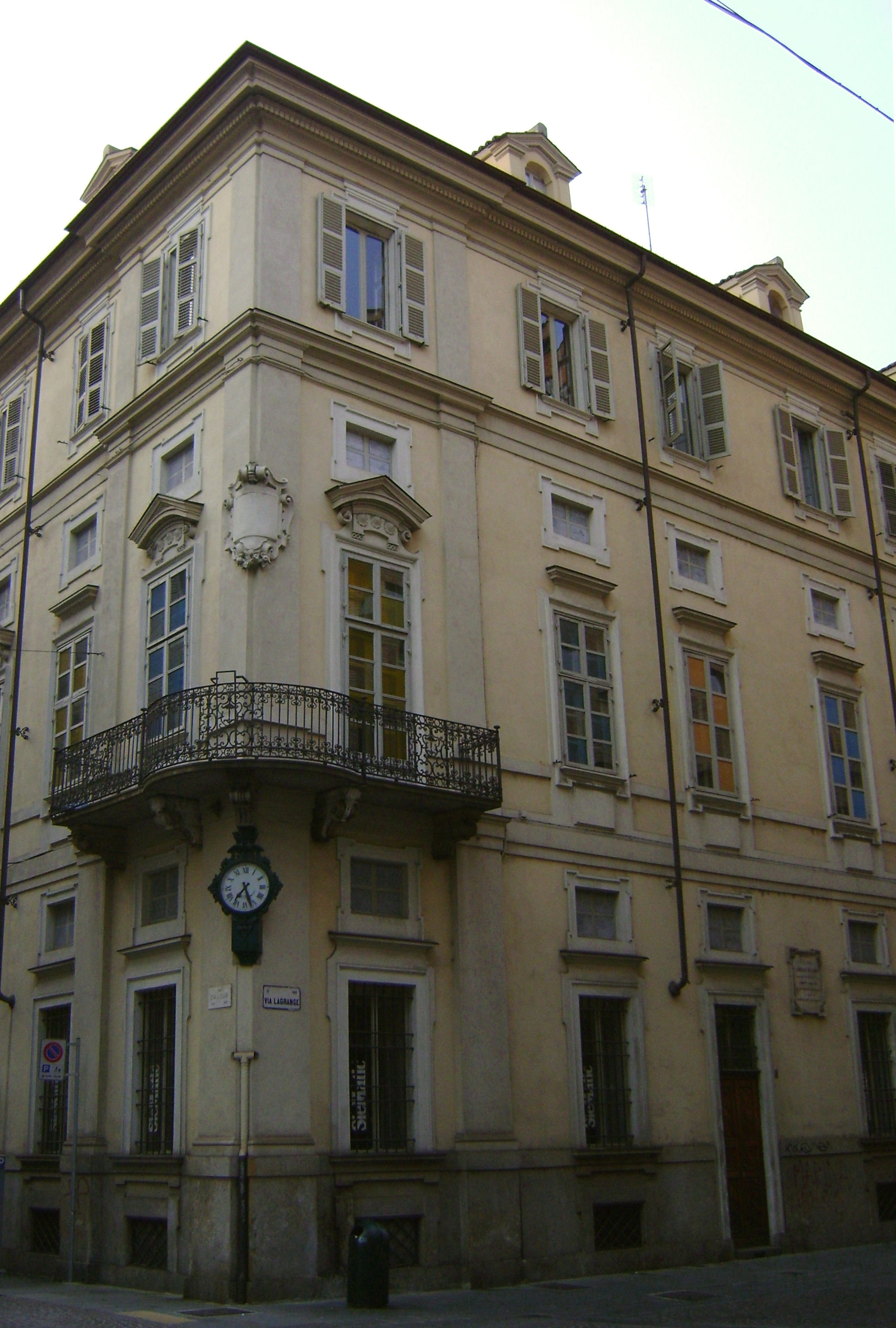
Il palazzo a Torino acquistato grazie al proficuo matrimonio di Filippo di Cavour (nonno di Camillo)

Filippo di Cavour morì nel 1807, lasciando i suoi averi al figlio marchese Michele Antonio Benso di Cavour (1781-1850) futuro padre di Camillo.

#### Periodo napoleonico (1796-1814)
Dopo l'invasione napoleonica del Piemonte nel 1796, i Cavour trascorsero anni assai duri che costrinsero alcuni membri della famiglia ad espatriare o a ritirarsi in attesa di tempi migliori. Nel 1799, quando l'offensiva austro-russa cacciò momentaneamente i francesi dall'Italia, i Cavour si affrettarono a riconfermare la loro fedeltà ai Savoia. Tornati i francesi, tuttavia, il Consolato e soprattutto l'Impero sostennero una politica di appoggio agli elementi conservatori della società piemontese, aprendo nuove opportunità ai Cavour che raggiunsero posizioni anche più importanti di quelle ottenute con il vecchio regime.
Michele Benso, che era stato spogliato del titolo di marchese, conobbe la sua futura moglie a Ginevra, dove era riparato nel 1801 per sfuggire ad una paventata ripresa delle persecuzioni antiaristocratiche. Michele e Adèle de Sellon (1780-1846), appartenente ad una famiglia francese che nella città svizzera aveva avuto successo negli affari e sorella di Jean-Jacques de Sellon, si sposarono il 17 aprile 1805. Dall'unione nacque a Torino il primogenito Gustavo, il 27 giugno 1806.
Nel 1809 Michele Benso fu nominato barone dell'Impero e divenne uno degli uomini di fiducia del Principe Camillo II Borghese, governatore dei dipartimenti francesi in Italia, che aveva la sua corte a Torino. Approfittando di questa posizione, Michele, acquistò la grande tenuta di Leri di circa 900 ettari proveniente dai beni dell'abbazia di Lucedio che, come altri possedimenti, erano stati espropriati dal regime napoleonico alla Chiesa.
L'anno dopo, quando la famiglia Cavour era al suo apogeo, nacque a Torino il 10 agosto 1810 Camillo che deve il suo nome proprio al Principe Camillo Borghese, padrino, assieme alla consorte principessa Paolina Bonaparte, al suo battesimo.

#### Restaurazione (1814-1850)
La restaurazione post-napoleonica arrivò nel 1814 e l'abilità politica di Michele, che fu reintegrato nel titolo di marchese, guidò i Cavour nel difficile momento del passaggio di regime. La famiglia seppe gradualmente trasformarsi da sostenitrice dei valori razionalisti e massonici a osservante di quel cattolicesimo gesuitico che caratterizzò il Regno di Sardegna dopo il 1815. Contemporaneamente si accostava e rimaneva fedele a Carlo Alberto di Carignano che nel 1831 divenne re.
Michele fu nominato sindaco di Torino nel 1833 e vicario di polizia della capitale sabauda nel 1837. Mantenne l'incarico fino al 1847 svolgendolo con zelo e rigore tali da attirarsi non poche critiche dagli ex compagni bonapartisti. Morirà nel 1850.
Dall'abilità di Michele Benso, che nel 1848 si schierò a favore dello Statuto Albertino, trassero benefici il primogenito Gustavo, la cui diligenza e resa scolastica facevano sperare in una luminosa carriera, e il secondogenito Camillo, la cui insofferenza all'autorità ed allo studio non promettevano nulla di buono.

### Camillo Benso, conte di Cavour

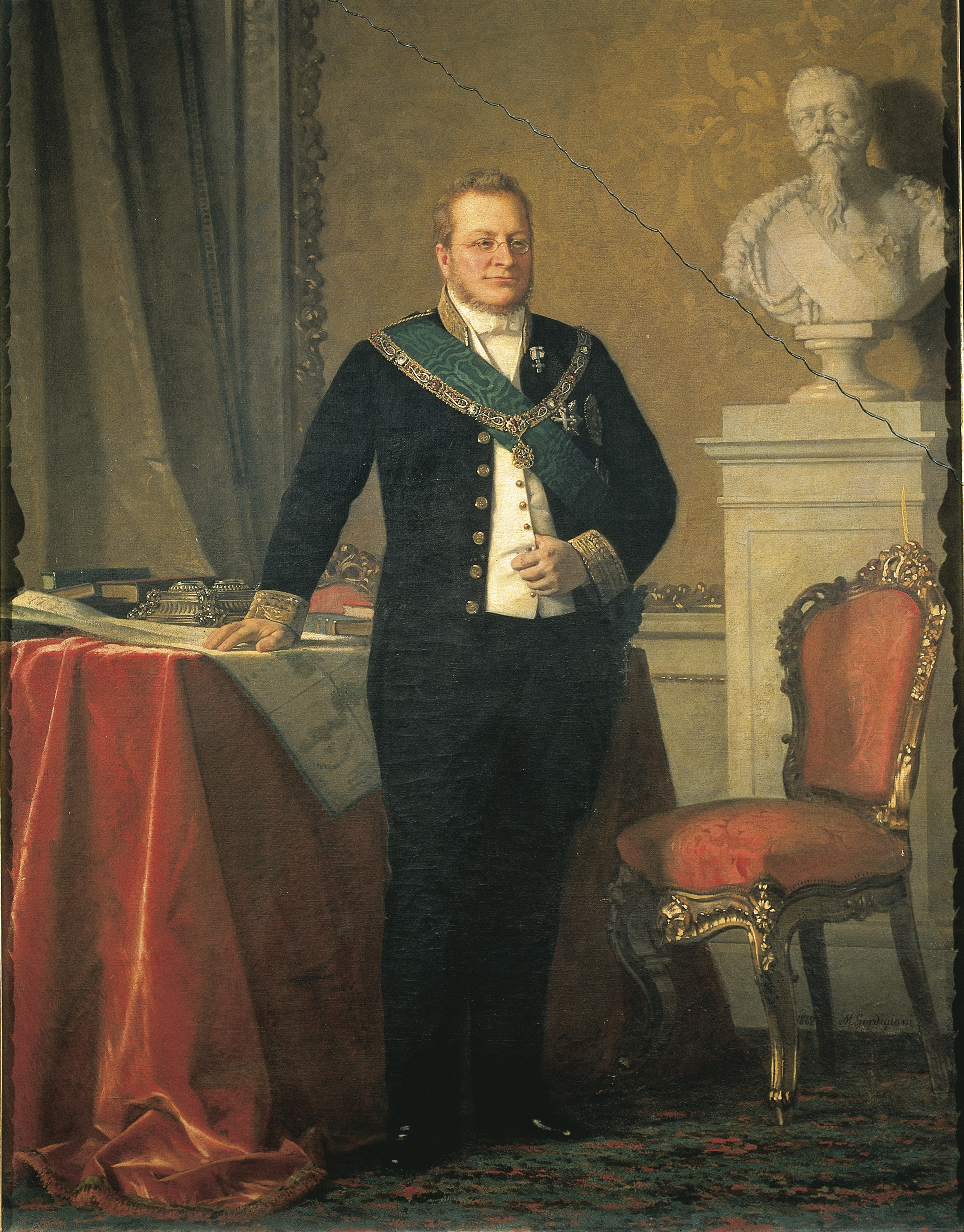
Camillo Benso conte di Cavour, il più autorevole esponente della famiglia.

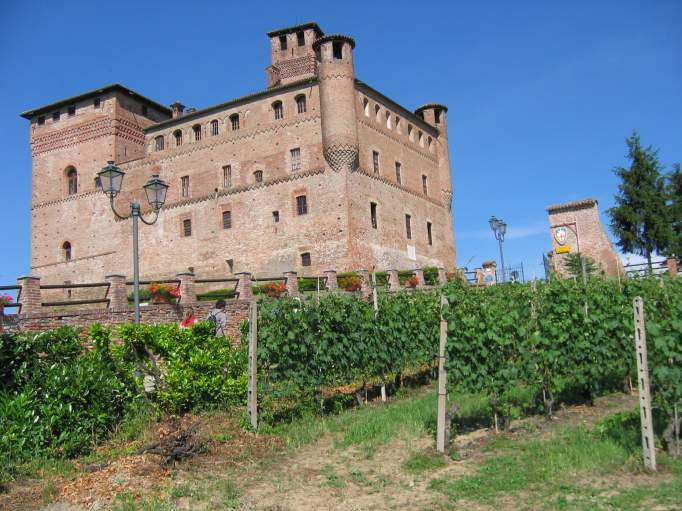
La fortezza di Grinzane nella tenuta vinicola appartenuta alla famiglia Cavour

Contrariamente alle previsioni, Camillo fu, tra i due fratelli, quello che ebbe maggiore successo divenendo una delle figure di spicco dell'epoca risorgimentale. Di idee liberali, fu diverse volte Presidente del Consiglio del Regno di Sardegna e fu il primo Presidente del Consiglio del Regno d’Italia. Morì a quasi 51 anni, probabilmente a causa di una patologia malarica.
A 22 anni, e cioè nel 1832, Camillo arrivò a Grinzane dove il padre era proprietario di vasti possedimenti che affidò al figlio. Camillo riorganizzò la tenuta che era in pessime condizioni divenendo il sindaco del paese. Successivamente affrontò e risolse le malattie che avevano colpito le vigne dove si produceva con successo un vino nebbiolo secco.
Camillo era molto affezionato ad uno dei due figli del fratello Gustavo, Augusto, che morì nella Battaglia di Goito, durante la Prima guerra d'indipendenza italiana sollecitata dallo stesso Camillo dalle pagine del suo giornale, il Risorgimento. La perdita del nipote, avvenuta nel 1848,  precipitò il conte nell'angoscia più profonda.
Due anni prima, il 23 aprile 1846, era morta di cuore anche Adele di Cavour, nata de Sellon, madre di Camillo e Gustavo. Costei aveva nominato suo erede universale il nipote Augusto, ma caduto questi a Goito, il suo lascito di quasi un milione di lire andò a Camillo che vi rinunciò a favore di Gustavo e dei suoi due figli rimastigli, Giuseppina e Ainardo.
Gustavo e Camillo furono beneficiari anche di quasi tutti i beni della sorella della loro madre, Victoire de Clermont-Tonnere (nata de Sellon), scomparsa il 18 gennaio 1849. In tale modo essi subentrarono alla loro zia anche per i diritti a lei spettanti sulla tenuta di Leri.

### Fine dei Cavour
Camillo designò suo erede il nipote Ainardo, che era stato attaccatissimo allo zio e che aveva avuto duri scontri con il padre Gustavo per motivi economici. Qualche mese dopo la morte di Camillo, Ainardo (nato nel 1833) arrivò ai ferri corti con il padre annunciando i segni di uno squilibrio mentale che lo condussero a scontri violenti con la sorella Giuseppina Alfieri, alla pazzia e alla morte prematura il 30 agosto 1875. Fu l'ultimo discendente maschio dei Cavour.
Morto il padre Gustavo nel 1864, Ainardo ne aveva ereditato metà del patrimonio, in parti uguali con la sorella. Ma in disprezzo a Giuseppina lasciò gran parte dei terreni ad istituti di beneficenza, cosicché la tenuta di Leri andò all'Ospizio della Carità di Torino, mentre il palazzo di Torino e la tenuta di Santena furono destinati al cugino francese Eugène De Roussy de Sales. Grazie ad un accordo con il nuovo proprietario, Giuseppina riuscì però a riottenere Santena che, dai suoi successori, fu poi donata alla città di Torino.
Delle figlie di Giuseppina Alfieri, Adele morì senza contrarre matrimonio mentre Luisa sposò Emilio Visconti Venosta, futuro Ministro degli Esteri. Col marchese Giovanni, ultimo dei figli nati da quell'unione e scomparso nel 1947, si estinse la discendenza di Michele Cavour e Adèle de Sellon.

## Tavola genealogica di sintesi
|                                                            |                                                            |                                              |                                              |                                                               |                                                                |                                                                |                                                |                                            |                        |
|                                                            |                                                            |                                              |                                              |                                                               | Bernardino *? †?                                               |                                                                |                                                |                                            |                        |
|                                                            |                                                            |                                              |                                              |                                                               |                                                                |                                                                |                                                |                                            |                        |
|                                                            |                                                            |                                              |                                              |                                                               |                                                                |                                                                |                                                |                                            |                        |
|                                                            |                                                            |                                              |                                              |                                                               | Pompilio *? †1624                                              |                                                                |                                                |                                            |                        |
|                                                            |                                                            |                                              |                                              |                                                               |                                                                |                                                                |                                                |                                            |                        |
|                                                            |                                                            |                                              |                                              |                                                               |                                                                |                                                                |                                                |                                            |                        |
|                                                            |                                                            | Silvio *? †1624                              | Silvio *? †1624                              | Michelantonio *1600 †1655                                     | Michelantonio *1600 †1655                                      | Bernardino *? †?                                               | Bernardino *? †?                               | Zenobia *? †?                              | Zenobia *? †?          |
|                                                            |                                                            |                                              |                                              |                                                               |                                                                |                                                                |                                                |                                            |                        |
|                                                            |                                                            |                                              |                                              |                                                               |                                                                |                                                                |                                                |                                            |                        |
| Maurizio Pompilio Conte di Cellarengo e Isolabella 1635 †? | Maurizio Pompilio Conte di Cellarengo e Isolabella 1635 †? | Paolo Giacinto Signore di Cavour *1637 †1712 | Paolo Giacinto Signore di Cavour *1637 †1712 | Ludovico Percivalle *1647 †1685                               | Ludovico Percivalle *1647 †1685                                | Giuseppe Filippo Signore di Cavour *1648 †1719                 | Giuseppe Filippo Signore di Cavour *1648 †1719 | Carlo Ottavio *? †1724                     | Carlo Ottavio *? †1724 |
|                                                            |                                                            |                                              |                                              |                                                               |                                                                |                                                                |                                                |                                            |                        |
|                                                            |                                                            |                                              |                                              |                                                               |                                                                |                                                                |                                                |                                            |                        |
|                                                            |                                                            |                                              |                                              |                                                               |                                                                | Michele Antonio III Marchese di Cavour *1707 †1774             |                                                |                                            |                        |
|                                                            |                                                            |                                              |                                              |                                                               |                                                                |                                                                |                                                |                                            |                        |
|                                                            |                                                            |                                              |                                              |                                                               |                                                                |                                                                |                                                |                                            |                        |
|                                                            |                                                            |                                              |                                              |                                                               |                                                                | Giuseppe Filippo IV Marchese di Cavour *1741 †1807             |                                                |                                            |                        |
|                                                            |                                                            |                                              |                                              |                                                               |                                                                |                                                                |                                                |                                            |                        |
|                                                            |                                                            |                                              |                                              |                                                               |                                                                |                                                                |                                                |                                            |                        |
|                                                            |                                                            |                                              |                                              |                                                               |                                                                | Michele V Marchese di Cavour *1781 †1850                       |                                                |                                            |                        |
|                                                            |                                                            |                                              |                                              |                                                               |                                                                |                                                                |                                                |                                            |                        |
|                                                            |                                                            |                                              |                                              |                                                               |                                                                |                                                                |                                                |                                            |                        |
|                                                            |                                                            |                                              |                                              |                                                               | Gustavo VI Marchese di Cavour *1806 †1864                      | Gustavo VI Marchese di Cavour *1806 †1864                      | Camillo Paolo Conte di Cavour *1810 †1861      | Camillo Paolo Conte di Cavour *1810 †1861  |                        |
|                                                            |                                                            |                                              |                                              |                                                               |                                                                |                                                                |                                                |                                            |                        |
|                                                            |                                                            |                                              |                                              |                                                               |                                                                |                                                                |                                                |                                            |                        |
|                                                            |                                                            |                                              | Augusto *1828 †1848                          | Augusto *1828 †1848                                           | Giuseppina *1831 †1888 ⚭ Carlo Alfieri di Sostegno *1827 †1897 | Giuseppina *1831 †1888 ⚭ Carlo Alfieri di Sostegno *1827 †1897 | Ainardo VII Marchese di Cavour *1833 †1875     | Ainardo VII Marchese di Cavour *1833 †1875 |                        |
|                                                            |                                                            |                                              |                                              |                                                               |                                                                |                                                                |                                                |                                            |                        |
|                                                            |                                                            |                                              |                                              |                                                               |                                                                |                                                                |                                                |                                            |                        |
|                                                            |                                                            |                                              |                                              | Maria Luisa *1852 †1920 ⚭ Emilio Visconti Venosta *1829 †1914 | Maria Luisa *1852 †1920 ⚭ Emilio Visconti Venosta *1829 †1914  | Adele *1857 †1937                                              | Adele *1857 †1937                              |                                            |                        |
|                                                            |                                                            |                                              |                                              |                                                               |                                                                |                                                                |                                                |                                            |                        |
|                                                            |                                                            |                                              |                                              |                                                               |                                                                |                                                                |                                                |                                            |                        |
| Paola *1877 †1886                                          | Paola *1877 †1886                                          | Carlo *1879 †1942                            | Carlo *1879 †1942                            | Francesco *1880 †1898                                         | Francesco *1880 †1898                                          | Enrico *1883 †1945                                             | Enrico *1883 †1945                             | Giovanni *1887 †1947                       | Giovanni *1887 †1947   |

## Armoriale
| Stemma | Blasonatura |
| ------ | --- |
|        | Michele Giuseppe Francesco Antonio Benso, V Marchese di Cavour D'argento al capo di rosso, caricato da tre conchiglie di Santiago d'oro ordinate in fascia. |
|        | Michele Giuseppe Francesco Antonio Benso, Barone dell'Impero Troncato, al 1° d'azzurro a due stelle d'argento sormontate da una mezzaluna montante dello stesso; al 2° di rosso, caricato da tre conchiglie di Santiago d'oro ordinate in fascia; quartier franco sinistro del capo di rosso, caricato di un portale aperto, sormontato da un frontone d'argento, accompagnato in cuore dalle lettere DJ (Domus Julii) del medesimo. Ornamenti esteriori: quattro lambrecchini d'argento. Tocco di velluto nero, controvaiato, sormontato da tre piume d'argento. |
|        | Camillo Paolo Filippo Giulio Benso dei Marchesi di Cavour, Conte di Cellarengo e di Isolabella Cavaliere dell'Ordine Supremo della Santissima Annunziata D'argento al capo di rosso, caricato da tre conchiglie di Santiago d'oro ordinate in fascia; il tutto accollato dal collare dell'Ordine Supremo della Santissima Annunziata. |